# Hi-Tech
Hi-Tech (også kendt som Psycore, Hi-Tech Psytrance og Hitek Psy) er en stilart fra psytrance som blev født i de tidlige til midt 2000'er ud fra dark psytrance, med elementer fra full-on. Musikalsk er hi-tech mærkbart hurtigere end nogen andre former for psytrance, med BPM'er som spænder fra 150 til så hurtig som 230 BPM. Hi-Tech understreger det glitchlige lyddesign fra dets forældregenrer, hvor det udnytter morphingsynth-linjer og mystiske lyde som fremkalder en futuristisk eller fremmed atmosfære.
En væsentlig debat eksisterer inden for psytrance-fællesskabet, om hvorvidt psycore er en udløber fra hi-tech eller ganske enkelt bare er et andet navn. I tankegangen som tror psycore er en unik undergenre, er psycore ofte defineret som at være mere støjende og indarbejder flere indflydelser fra hardcore, hvor det ofte udnytter elementer fra industrial og endda noise i dets lyddesign.
I midt 2010'erne, begyndte eksperimentel hardcore og flashcore-kunstnere såsom Rotteen og Atomhead at indarbejde elementer fra hi-tech i deres lyd.